# گرگ دریا (فیلم ۱۹۹۳)
گرگ دریا (به انگلیسی: The Sea Wolf) یک فیلم آمریکایی - کانادایی در ژانر درام و فیلم ماجراجویی محصول سال ۱۹۹۳ میلادی به کارگردانی مایکل اندرسون با بازی چارلز برانسون، کاترین ماری استوارت و کریستوفر ریو است. این فیلم بر اساس رمان جک لندن، " گرگ دریا ساخته شده‌است. 